# Суарис, Витал
Ви́тал Энри́ки Бати́ста Суа́рис (порт. Vital Henrique Batista Soares; 13 ноября 1874, Валенса, Баия — 19 апреля 1933, Салвадор, Баия) — бразильский государственный деятель, адвокат, избранный вице-президент Бразилии. Не вступил в должность из-за революции 1930 года.

## Избрание вице-президентом
В 1928—1930 годах Суарис занимал пост губернатора штата Баия.
После того, как губернатор Сан-Паулу Жулиу Престис был объявлен наследником Вашингтона Луиса, Суарис баллотировался на пост вице-президента Бразилии.
На состоявшихся 1 марта 1930 года выборах Престис и Суарис одержали победу, однако она не была признана оппозицией, так как противоречила «политике кофе с молоком». Незадолго до даты официального вступления Престиса и Суариса в свои должности произошла революция, и власть оказалась в руках хунты.